# First Great Western Link
La First Great Western Link (Primo grande collegamento occidentale) era una compagnia operante sui treni del Regno Unito, di proprietà di FirstGroup, che è stata attiva nelle tratte lungo il Tamigi dall'aprile 2004 al marzo 2006.

## Deposito
Le proprietà della First Great Western Link erano conservate presso il deposito di Reading.